# Földmérési alaptérkép
A földmérési alaptérkép a Föld fizikai felszínén található, az ingatlan-nyilvántartáshoz, ingatlan-adózáshoz kapcsolódó természetes és mesterséges tereptárgyakat, valamint országok, települések, földrészletek határvonalait 1:500-1:4000 méretarányban tartalmazó térkép. Magassági adatokat általában alig tartalmaz. Szinonimája: kataszteri térkép. A földmérési alaptérkép egy kiemelt példánya szolgál a változásvezetésre, ez az ingatlan-nyilvántartási térkép. Az 1990-es évek második felétől az ingatlan-nyilvántartási térkép egyre inkább digitális adatbázissá vált, a 2000-es években minden alaptérképet digitális formátumba alakítottak. Első lépésben a külterületek (KÜVET), majd a zártkertek (ZÁVET) és a belterületek (BEVET) készültek el. A vektortérképi jellegű (ITR, Micro-Station, AutoCad) térképeket mára adatbáziskezelők váltották fel (DATWiew, DAT-R).

## Külső hivatkozások
- A magyarországi kataszteri térképezés kezdete Archiválva 2009. október 21-i dátummal a Wayback Machine-ben
- Catastrum. Évnegyedes katasztertörténeti folyóirat